# هنري مارش (ملحن)
هنري مارش (بالإنجليزية: Henry Marsh)‏ هو ملحن بريطاني، ولد في 8 ديسمبر 1948.

## وصلات خارجية
- هنري مارش على موقع IMDb (الإنجليزية)
- هنري مارش على موقع ميوزك برينز (الإنجليزية)
- هنري مارش على موقع ديسكوغز (الإنجليزية)